# Geelbuikwezel
De geelbuikwezel (Mustela kathiah) is een zoogdier uit de familie van de marterachtigen (Mustelidae). De wetenschappelijke naam van de soort werd voor het eerst geldig gepubliceerd door Hodgson in 1835.

## Kenmerken
Dit dier heeft een bruinachtige vacht met een opvallende gele buik. Hij heeft een langgerekt lichaam, korte pootjes en een gemiddeld lange staart.

## Leefwijze
Deze uitermate snelle en lenige dieren voeden zich hoofdzakelijk met kleine zoogdieren.

## Voorkomen
De soort komt voor in Birma, China, Nepal en Pakistan in holten en gaten onder boomwortels, onder grote stenen, in rotsspleten of in holen van onder de grond levende dieren.